# ジャパンテクノロジーサービス
有限会社ジャパンテクノロジーサービスは、かつて危険物の貯蔵・取扱施設・販売施設の設計・施工・改修工事から法令で定められた定期点検まで行うメカニック専門事業を行っていた会社。
2019年4月2日、三和エナジー株式会社に吸収合併され解散した。

## 主な事業
- 危険物施設の設置、解体、改修等の業務
- 危険物施設の保守、点検、清掃等の業務
- 消防法に関する一切の業務
- 非常用発電機の保守、点検、新設

## 許可登録
- 一般建設業許可　神奈川県知事許可（般－21）第74965号
- (財)全国危険物安全協会　地下タンク等定期点検　事業者認定
- (財)全国危険物安全協会　移動貯蔵タンク等定期点検　事業者認定
- 特定計量器構造基準適合確認点検・修理業者
- 東京海上日動火災保険(株)代理店

## 関係会社
- 三和エナジー株式会社